# BXL
BXL is een Belgische dramafilm uit 2024, geschreven en geregisseerd door Ish Ait Hamou en Monir Ait Hamou en hun speelfilmregiedebuut.

## Verhaal
De 26-jarige Tarek en zijn broer, de 12-jarige Fouad, groeien op in Brussel. Wanneer Tarek de kans krijgt om zijn droom waar te maken en een vechtsportcarrière uit te bouwen in de Verenigde Staten, neemt zijn leven en dat van zijn jongste broer een nieuwe wending.

## Rolverdeling
| Acteur               | Personage |
| -------------------- | --------- |
| Fouad Haji           | Tarek     |
| Yassir Drief         | Fouad     |
| Geert Van Rampelberg | Michael   |
| Ruth Becquart        | Elke      |
| Lauren Versnick      | Julie     |
| Aimé Claeys          | Jerre     |

## Productie
BXL werd geproduceerd door Peter De Maegd voor Potemkino, in coproductie met Yves Ruth van Untold Stories, met steun van het Vlaams Audiovisueel Fonds, Screen Brussels, New Dawn, Creative Europe, VRT, Streamz, Cupra, Brussels Philharmonic, BNP Paribas Fortis Film Finance en het Belgische Tax shelter.

## Release en ontvangst
BXL ging op 11 oktober 2024 in première op het Film Fest Gent. De film werd door Paradiso Filmed Entertainment vanaf 22 januari 2025 in de bioscopen uitgebracht.